# Robbie Savage
Pour les articles homonymes, voir Savage.
Robbie Savage (né le 18 octobre 1974 à Wrexham au Pays de Galles) est un footballeur gallois avant de devenir entraîneur.
Le dernier club de ce milieu de terrain offensif de 1,85 m est Derby County dans lequel il joue de 2008 à 2011. Il est intégré durant une saison à l'équipe première de Manchester United au début de sa carrière professionnelle, en étant remplaçant. Mais ne jouant aucun match il manque le doublé coupe-championnat en 1994.
Savage compte 39 sélections et 2 buts en équipe du Pays de Galles entre 1995 et 2005.

## Carrière
En 1992, il remporte la FA Youth Cup avec Manchester United. En 1994, juste après qu'Alex Ferguson lui signifie qu'il ne le conservera pas dans l'effectif, il est victime d'un grave accident de la route. Il signera ensuite dans le club de Crewe Alexandra.

## Fin de carrière
Le 31 janvier 2011, il annonce publiquement son intention de prendre sa retraite sportive dès la fin de la saison. Pour sa reconversion, il signe avec une chaîne de télévision et une radio en tant que consultant et publie régulièrement dans les colonnes d'un journal.

## Palmarès
Leicester City
- Coupe de la Ligue anglaise
  - Vainqueur : 2000